# Romain Sardou
Pour les articles homonymes, voir Sardou.
Romain Sardou est un écrivain français, né le 6 janvier 1974 à Boulogne-Billancourt.

## Biographie

### Famille
Il est le fils du chanteur Michel Sardou et d'Élisabeth Haas (dite Babette) ; le petit-fils de Fernand et Jackie Sardou et l'arrière-petit-fils de Valentin Sardou. Il est également le filleul d'Alain Delon et Mireille Darc. Marié le 14 octobre 1999 à Francesca Gobbi, avec qui il a trois enfants (Aliénor, Gabriel et Victor-Scott), il divorce vingt ans plus tard. Sa nouvelle compagne est Kym Thiriot. Son frère cadet est le comédien Davy Sardou.

### Carrière
Son premier roman, Pardonnez nos offenses, publié en 2002 aux éditions XO, rencontre un beau succès (plus de 300 000 exemplaires et 16 traductions). Ce roman est un thriller médiéval mélangeant intrigues politico-religieuses et mysticisme. Un deuxième roman, L'Éclat de Dieu, est paru en 2004, suivi de Une seconde avant Noël, en 2005.
Le 14 septembre 2006 est publié son quatrième roman : Personne n'y échappera aux éditions XO.
En 2008, il publie Délivrez-nous du mal, suite de son premier roman, Pardonnez nos offenses. Romain Sardou projette d'écrire neuf romans dans cette « série », ayant pour chacun un verset du Notre Père pour titre. Le prochain roman de cette série devrait s'appeler Que votre volonté soit faite.
En 2010, Romain Sardou s'aventure dans un nouveau genre littéraire avec America. Dans ce roman, il conte la création de la treizième colonie américaine, la Géorgie. Il se base sur des faits et des personnages réels et y ajoute une rivalité entre deux familles fictives. Cette saga se divise en deux tomes, dont le dernier est sorti en septembre 2012 et s'intitule La Main Rouge.
Il a également été scénariste pour Disney pendant deux ans.
En juillet 2019, il fait jouer sa première pièce, Antigone, qu'il met également en scène avec Xavier Simonin au Festival Off d'Avignon de 2019.

## Œuvres
| 2002 | Pardonnez nos offenses                                                   |
| 2003 |                                                                          |
| 2004 | L'Éclat de Dieu                                                          |
| 2005 | Une Seconde avant Noël                                                   |
| 2006 | Personne n'y échappera ; Sauvez Noël                                     |
| 2007 |                                                                          |
| 2008 | Délivrez-nous du Mal ; L'Arche de Noël ; Lots of Love, Scott et Scottie  |
| 2009 | Quitte Rome ou meurs                                                     |
| 2010 | La Treizième colonie                                                     |
| 2011 |                                                                          |
| 2012 | La Main rouge                                                            |
| 2013 |                                                                          |
| 2014 | Fraulein France ; La Sédition Nika                                       |
| 2015 |                                                                          |
| 2016 | L'Augusta ; Ben Super-héros (4 volumes)                                  |
| 2017 | Le Cygne noir ; Ben Super-héros (4 volumes)                              |
| 2018 |                                                                          |
| 2019 | Antigone                                                                 |
| 2020 | Un Homme averti ne vaut rien ; Une Seconde avant Noël (nouvelle version) |
| 2021 | Les Faux départs                                                         |
| 2022 | La France du temps des cathédrales                                       |
| 2023 | Je t'aime                                                                |

Ses œuvres se sont écoulées au total à 1,8 million d'exemplaires.

### Théâtre
- Antigone, créée au Festival Off d'Avignon, le 5 juillet 2019

### Romans

#### SérieNotre Père
- Pardonnez nos offenses, XO éditions, 2002 ; réédition, Pocket, 2003  (ISBN 978-2845630765)
- Délivrez-nous du mal, XO éditions, 2008

#### SérieAmerica
1. La Treizième Colonie, XO éditions, 2010
2. La Main rouge, XO éditions, 20 septembre 2012

#### Autres romans
- L'Éclat de Dieu, XO éditions, 2004 ; réédition, Pocket, 2005
- Personne n'y échappera[4], XO éditions, 2006 ; Pocket, 2008
- Quitte Rome ou meurs, XO éditions, 2009
- Fräulein France, XO éditions, 7 mai 2014
- Mademoiselle France, Pocket, 3 septembre 2015, 352 pages,  (ISBN 978-2-266-25474-8) (BNF 44420097)
- Un homme averti ne vaut rien, XO éditions, juin 2020
- Je t'aime, XO éditions, février 2023

### Bandes dessinées

#### SérieMaxence
1. La Sédition Nika / Les Éditions du Lombard, octobre 2014, Textes de Romain Sardou et Dessins de Carlos Rafael Duarte ; réédition révisée : La Sédition Nika / Les Éditions du Lombard, mai 2016
2. L'Augusta / Les Éditions du Lombard, mai 2016, Textes de Romain Sardou et Dessins de Carlos Rafael Duarte
3. Le Cygne noir / Les Éditions du Lombard, octobre 2017, Textes de Romain Sardou et Dessins de Carlos Rafael Duarte

### Littérature jeunesse

#### SérieBen
- Ben super-héros dans le noir, co-écrit avec Francesca Sardou, illustré par Lili la Baleine, Hachette Jeunesse, 2016
- Ben super-héros de la politesse, co-écrit avec Francesca Sardou, illustré par Lili la Baleine, Hachette Jeunesse, 2016
- Ben super-héros sans tototte, co-écrit avec Francesca Sardou, illustré par Lili la Baleine, Hachette Jeunesse, 2016
- Ben super-héros au grand cœur, co-écrit avec Francesca Sardou, illustré par Lili la Baleine, Hachette Jeunesse, 2016
- Ben super-héros est amoureux, co-écrit avec Francesca Sardou, illustré par Lili la Baleine, Hachette Jeunesse, 2017
- Ben super-héros - Vive le sport !, co-écrit avec Francesca Sardou, illustré par Lili la Baleine, Hachette Jeunesse, 2017
- Ben super-héros - À table !, co-écrit avec Francesca Sardou, illustré par Lili la Baleine, Hachette Jeunesse, 2017
- Ben super-héros - C'est la rentrée !, co-écrit avec Francesca Sardou, illustré par Lili la Baleine, Hachette Jeunesse, 2017

### Contes

#### SérieNoël
- Une seconde avant Noël, XO éditions, 2005 ; réédition, Pocket, 2006
- Sauver Noël, XO éditions, 2006 ; réédition, Pocket, 2008
- L'Arche de Noël et autres contes, XO éditions, 2008 ; réédition, Pocket, 2009
- Une seconde avant Noël, nouvelle édition revue par l'auteur, XO éditions, 19 novembre 2020
- Une Histoire de bûche, nouvelle de Noël inédite publiée le 24 décembre 2020, Figaro Magazine

### Autres publications

#### Traduction
- Lots of Love, Scott et Scottie, correspondance 1936-1940 de Francis Scott Fitzgerald et de sa fille Frances 'Scottie', Bernard Pascuito Éditions, 2008 (Traduction), réédition, Livre de Poche, 2010

#### Histoire
- La France du temps des cathédrales, Armand Colin, collection Lavisse, 09 février 2022

#### Anthologie
- Les Faux départs, nouvelle publiée dans le recueil Je te donne (Tome 3), ouvrage collectif avec Philippe Claudel et Valentin Musso, au profit de l'ESF et du don du sang, édité au format de poche chez Librio, le 26 mai 2021
- Une phrase peut tout changer (Anthologie), Flammarion, 2019

#### Préfaces
- En Chantant, écrit par Richard Melloul (Préface de Romain Sardou), Flammarion, 2012
- Une vie à reconstruire, écrit par Cynthia Sardou (Préface de Romain Sardou), City édition, 2014

#### Autres
- Le Livre du vendredi ou pourquoi je n'ai pas publié de roman pendant cinq ans, texte co-écrit avec son fils Gabriel Sardou[5], dessins de Jack Domon, XO éditions, 2020, Lire ici[6]